# Sonate K. 206
La sonate K. 206 (F.154/L.257) en mi majeur est une œuvre pour clavier du compositeur italien Domenico Scarlatti.

## Présentation
La sonate en mi majeur K. 206 est notée Andante. Elle forme une paire avec la sonate suivante, plus rapide et virtuose. Elle est d'une remarquable richesse de par la diversité expressive, presque romantique, qui s'en dégage. Il s'agit de l'une des plus belles sonates, des plus libres et des plus personnelles du musicien. L'harmonie en est fascinante, particulièrement audacieuse, avec des ruptures et des modulations étranges. Elle est parfois sous-titrée « Les adieux ».
Son ouverture est calme et sereine, lumineuse et tendre. Après une autre idée en si majeur accompagnée d'accords, un troisième épisode inattendu interrompt brusquement en modulant dans le sombre mi  mineur (mesure 17), avec changement d'armure, et se poursuit pendant huit mesures. Il est fait d'un petit motif accompagné de tierces. Cette brisure tonale réapparaît dans la seconde partie, annonçant la conclusion,. Un quatrième épisode au caractère andalou fait son apparition ; avant la conclusion Scarlatti ajoute un motif en forme de gammes partant du centre du clavier — les deux mains s'éloignant. Dans la seconde section, la sonate commence par un nouvel épisode qui de l'ut  mineur se rend au sol  mineur, où Scarlatti utilise notamment des quintes à vide. La sonate se termine en mi mineur.
Cette sonate, ouvrant le troisième manuscrit de Venise (copie de 1752), est la première à explorer toute une variété de climats, comme ses consœurs qui suivent, notamment des tempos plus lents, où l'on peut découvrir un Scarlatti lyrique et très expressif, où chaque sonate regorge de richesses, de surprises jointes à une grande veine mélodique. Ralph Kirkpatrick intitule cette période de sonates contenues dans Venise III et IV, « période intermédiaire », puisqu'elle conduit aux sonates de maturité. « Nous n'écoutons plus une version officielle et soigneusement préparée de ce qu'il a vécu, nous le vivons avec lui. Lorsque après un début ensoleillé il jette brusquement un nuage sur la musique à la mesure 17 en modulant […], on devine difficilement le dénouement ».

## Manuscrits
Le manuscrit principal est le premier numéro du volume III (Ms. 9774) de Venise (1753), copié pour Maria Barbara ; les autres sont Parme V 1 (Ms. A. G. 31410), Münster IV 58 (Sant Hs 3967), Vienne B 56 (VII 28011 B) et G 2 (VII 28011 G) et Q 15116 (no 4). Une copie figure dans les manuscrits de Saragosse source 4, livre II, fo 123v. Datée de 1752 en haut de page, elle suggère l'existence de collections antérieures aux copies italiennes,,.

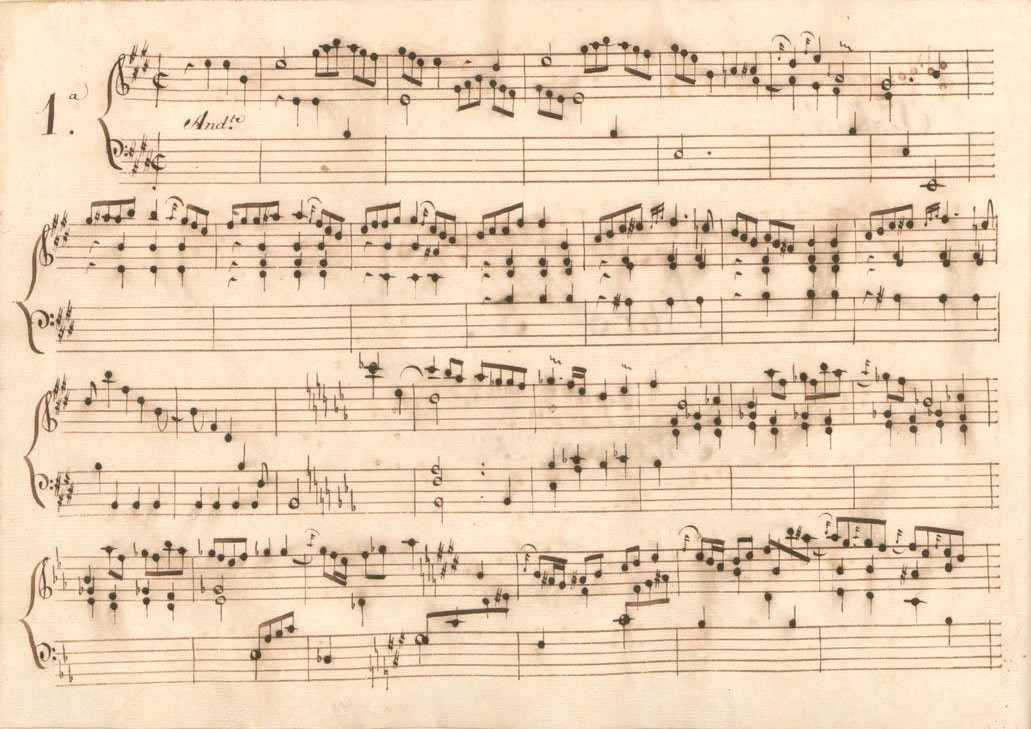
Parme V 1.
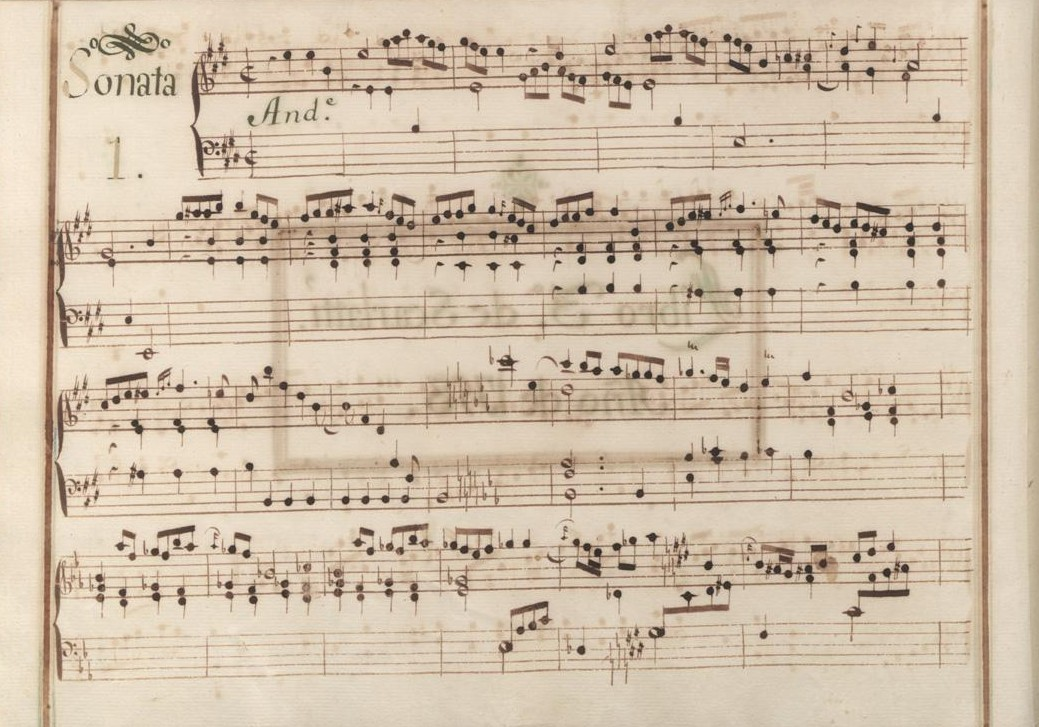
Venise III 1.

## Interprètes
La sonate K. 206 est défendue au piano par Pietro Scarpini (1957, Rhine Classics), Murray Perahia (1997), Christian Zacharias (2002, MDG) Carlo Grante (Music & Arts, vol. 2), Angela Hewitt (2017) et Pascal Pascaleff (2020, Naxos, vol. 25) ; au clavecin — outre Wanda Landowska (1934) et Scott Ross (Erato, 1985) —, elle est enregistrée notamment par  Blandine Verlet (1976), Rafael Puyana (1984), Kenneth Gilbert (1987, Novalis), Bob van Asperen (1991, EMI), John Gibbons (1995, Centaur Records), Skip Sempé (2007, Paradizo) et Diego Ares (2012, Pan Classics).
Teodoro Anzellotti l'interprète à l'accordéon (2001, Winter & Winter) parmi une quinzaine de sonates, ainsi qu'Andreas Nebl (2021, Castigo Classic Recordings). Leo Brouwer en a donné une transcription pour guitare qu'il a enregistrée pour le label Erato (1974), parmi une douzaine de sonates ; ainsi qu'Eduardo Fernández, pour Decca (1993). Charles Metz pour sa part, l'interprète sur un piano-forte carré, fabriqué en 1806 par Clementi (2023, Navona).

## Sources
: document utilisé comme source pour la rédaction de cet article.
- Ralph Kirkpatrick (trad. de l'anglais par Dennis Collins), Domenico Scarlatti, Paris, Lattès, coll. « Musique et Musiciens », 1982 (1re éd. 1953 (en)), 493 p. (ISBN 978-2-7096-0118-4, OCLC 954954205, BNF 34689181).
- Alain de Chambure, « Domenico Scarlatti : Intégrale des sonates — Scott Ross », p. 196, Erato (2564-62092-2), 1985 (OCLC 891183737) .
- François-René Tranchefort (dir.), Guide de la musique de piano et de clavecin, Paris, Fayard, coll. « Les Indispensables de la musique », 1987, 578 p. (ISBN 978-2-213-01639-9, OCLC 17967083), p. 641.
- Guy Sacre, La musique pour piano : dictionnaire des compositeurs et des œuvres, vol. II (J-Z), Paris, Robert Laffont, coll. « Bouquins », 1998, 1495 p. (ISBN 978-2-221-08566-0).
- Roland de Candé, Les chefs-d'œuvre classiques de la musique, Paris, Seuil, 2000, 802 p. (OCLC 46473027, BNF 37105991).
- (en) W. Dean Sutcliffe, The Keyboard Sonatas of Domenico Scarlatti and Eighteenth-Century Musical Style, Cambridge / New York, Cambridge University Press, 2008, xi-400 (ISBN 978-0-521-07122-2, OCLC 1005658462, BNF 42017486), p. 70.
- (es) Celestino Yáñez Navarro (thèse), Nuevas aportaciones para el estudio de las sonatas de Domenico Scarlatti. Los manuscritos del Archivo de Música de las Catedrales de Zaragoza, Université autonome de Barcelone, 2016 (lire en ligne)
- (es) Celestino Yáñez Navarro, « La existencia en España de una tercera gran colección de sonatas de D. Scarlatti copiada por el escriba de los Manuscritos de Venecia (Libros I-XIII) y Parma (Libros I-XV) », Anuario Musical, no 73,‎ décembre 2018, p. 167–186 (ISSN 1988-4125, DOI 10.3989/anuariomusical.2018.73.11, lire en ligne, consulté le 1er août 2019).